# オレだけはマトモくん
『オレだけはマトモくん』は、中村夏寿紀によるギャグ漫画作品。2021年2月号から2024年12月号まで月刊コロコロコミックと別冊コロコロコミックで連載されたあと、同年12月15日より、週刊コロコロコミックに移籍して「中学生編」として連載を再開。
「ツッコミ」に主眼を置いた作品であり、「史上初、ツッコミが主人公のギャグまんが」と紹介されている。

## 登場人物
マトモくん
本作の主人公。小学5年生→中学2年生。逆さかまぼこ型の目にメガネが特徴的な男の子。ボケまくり町で唯一マトモな感性を持ったツッコミ担当。学業成績は良い。好きな食べ物はクッキーや寿司。基本的に無表情だが、回を追うごとに表情が豊かになっていく。猫が好きで、猫が絡むとテンションが上がる。マンション住まい。ボケまくり町にも引っ越してきたばかりだが、作中での言動から、引っ越しには慣れている模様。月刊版最終回で父の仕事の都合により月へと引っ越すことになったが、3年後に再度ボケまくり町に引っ越してきた。
トゲルくん
頭がトゲトゲして、かなり小柄な男の子。マトモくんのクラスメイトかつ友達。食欲旺盛で、直径5メートルのおにぎりを食べて数分後にはお腹が空くほど。高いコミュニケーション能力を持ちクマンダ先生など動物の言葉が分かる。作中で頻繁に分身したりする。絵や文字を書いたり、泳ぐのが苦手。また、勉強もテストで「-100点」を取るほど苦手。
ギャー子、ヤン子、ルル子
中学生編より登場したギャル3人組。それぞれ髪色や髪型が異なる。
校長先生
ボケたおし小学校→中学校の校長。名前は不明。オヤジギャグが好き。筋肉ムキムキ。5年156組の授業に混じっていることが多い。
担任の先生
5年156組の担任。こちらも名前は不明。授業中なども含め、殆ど常に何かを食べている。教師なのに授業を嫌がる描写が多い。
マトモくんのお母さん
年齢や本名は不明。宝石が好き。妹がいる。
マトモくんのお父さん
筋肉ムキムキ。普段は火星でたこ焼き屋をしており、家に帰ってくるのは数年に一度。作中初登場時はボケまくり町の人にお金を配ったりトラブルをお金で解決しようとする一面も見られた。ネコが苦手と思われていたが、実際はネコ好きで、仕事に集中するために距離を取っていただけだった。
ネジ子
マトモくんの弟子になりたい、マトモくんより1歳年下の女の子。ドジっ子で、1日5回は転ぶ。頭にネジが突き刺さっている。
教頭先生(犬)、木たろう先生、クマンダ先生、カパオ先生、マーメイ子先生、魚頭先生、古和杉先生、ピーごろう先生
ボケたおし小学校→中学校の教員。通称「人間じゃない先生シリーズ」。木たろう先生は動けないので授業が出来ず、クマンダ先生は「ガウ」のみで構成される言葉をトゲルくんか校長先生しか理解できず、マーメイ子先生は人魚だが泳げず、古和杉先生はミイラのような格好のせいで生徒から怖がられてしまう(マトモくんとトゲルくんの協力により克服)。
学校くん
ボケたおし小学校の校舎。遅刻しそうになって走ってきたり、宿題やテストが出たりと生徒のような扱いを受けている。空を飛ぶことも出来る。学校内の床などにダメージが入ると痛みを感じる。パワーアップすることもある。
四角井くん
名前通り、顔が四角い。マトモくんのクラスメイト。初登場時は担任の先生が壊した黒板の代わりにされたりした。夏は暑さで顔が溶けて一般的な男児と変わらない輪郭になり、マトモくん曰く「もはやトランスフォーム」と言われた。中学生編では顔の輪郭が常時普通になった代わりに胴体が四角くなった。
みまもりくん、きんぱつくん、たべすぎくん、あほたろう、なのこちゃん、ぽわちゃん、ツーブロくん、ぼうしくん、みつあみちゃん、ペロちゃん、カラバリくん
コミックス3巻で紹介されたマトモくんのクラスメイト。それぞれ普段の言動や髪型がモチーフになっており、例えばみまもりくんはマトモくんのツッコミに対して、第三者目線でコメントすることが多い。校長先生曰く「他にもクラスメイトはいるらしいが、全員の名前が明らかになる日は多分来ない」とのこと。
6年生
全員が世紀末のような格好をしているが、根は親切でいい人。
まがおくん
作者中村の読み切り作品「まがおくんがみている‼︎」の主人公。基本的にセリフは発さず、建物の影などからただ真顔で登場人物を見つめていることが多い。
バイトの兄ちゃん
作中で度々様々な職業で登場する青年。
謎のおっさん
頭頂部の禿げた男性。作中で度々登場しては清純な雰囲気で何かを言い残し、去っていく。本人曰く「全知全能の神」。
ライバルくん
マトモくんのお隣に住む、勝負事を好む男の子。「ライバル」は本名。

## 用語
ボケまくり町
本作の舞台。マトモくん以外の登場人物により、絶え間なくボケが繰り出される町。たいようブラザーズとも言われる太陽が7つあるため、夜が来ない。マトモくんの家に繋がるウォータースライダーがある。
ボケたおし小学校
マトモくんら小学生が通う小学校。入学条件はなく、動物、植物、宇宙人、ロボットでも入学可能だという。保健室のベッドにはテレビや漫画など娯楽が数多く用意されている。廊下には鉄球やトゲトゲの床など様々なトラップがある。
ボケたおし中学校
中学生編以降、マトモくんが通っている中学校。校舎は200階建てだが、エレベーターはない。職員室の偽物やトイレが多数ある。
ぐちゃぐちゃ寿司
「見た目が全てじゃない」のキャッチコピーを掲げ、建物の上には米や寿司ネタなどの食品サンプルが乱雑に置かれている。店員が寿司の格好をしている。ネタ自体はマトモくんから好評だったが中には、生きてるマグロまるごと、「もはや芸術作品」とツッコまれた程にさまざまな物が乗った寿司、ジャンボ〇〇と銘打つものの実際はシャリだけジャンボな寿司などのボケ寿司も登場した。また、席に設置された給湯装置から凄まじい威力のお茶が出てくるほか、会計ボタンが天井についていたり、アプリ会員なら700万円分食べても100円まで割引いてもらえるなどのボケが登場した。YouTubeアニメでも登場しており、共通して校長とトゲルくんが寿司が来るはずのレーンから流れて来た。
ハンバーガーショップ
店名は不明。マトモくんとお父さんが来店。店長が全身ポテトでできている。牛がまるごと入ったハンバーガーを売っている。

## 書籍情報

### 小学生編
- オレだけはマトモくん0巻(付録　ボケツッコミカルタ) 2021年11月26日発売[8]、ISBN 978-4-0914-3359-6
- オレだけはマトモくん1巻 2021年11月26日発売[2]、ISBN 978-4-0914-3355-8
- オレだけはマトモくん2巻 2022年7月28日発売[3]、ISBN 978-4-0914-3529-3
- オレだけはマトモくん3巻 2023年4月28日発売[4]、ISBN 978-4-0914-3597-2
- オレだけはマトモくん4巻 2024年1月26日発売[5]、ISBN 978-4-0914-3679-5
- オレだけはマトモくん5巻 2024年11月28日発売[6]、ISBN 9784091497963

### 中学生編
- オレだけはマトモくん中学生編1巻 2025年6月27日発売[7]、ISBN 978-4-09-154044-7